# Kibbelgaarn
Kibbelgaarn est un hameau qui fait partie de la commune de Veendam dans la province néerlandaise de Groningue.